# Klearkhosz (komédiaköltő)
Klearkhosz vagy latinosan Clearchus (i. e. 4. század) görög komédiaíró.
Neve szerepel az athéni Dionüszosz-ünnepek győztes vígjátékszerzőinek listáján. Mindössze néhány apró, jelentéktelen töredéke maradt ránk, ezek a lakomákkal foglalkoznak.